# IC 390
IC 390 ist eine linsenförmige Galaxie vom Hubble-Typ S0/a im Sternbild Eridanus am Südsternhimmel. Sie ist rund 208 Millionen Lichtjahre von der Milchstraße entfernt und hat einen Durchmesser von etwa 65.000 Lichtjahren.
Im selben Himmelsareal befinden sich u. a. die Galaxien IC 385, IC 387, IC 388, IC 389.
Die Typ-Ia-Supernova SN 2004B wurde hier beobachtet.
Das Objekt wurde am 28. Januar 1892 von dem französischen Astronomen Stéphane Javelle entdeckt.